# Ursus von Solothurn

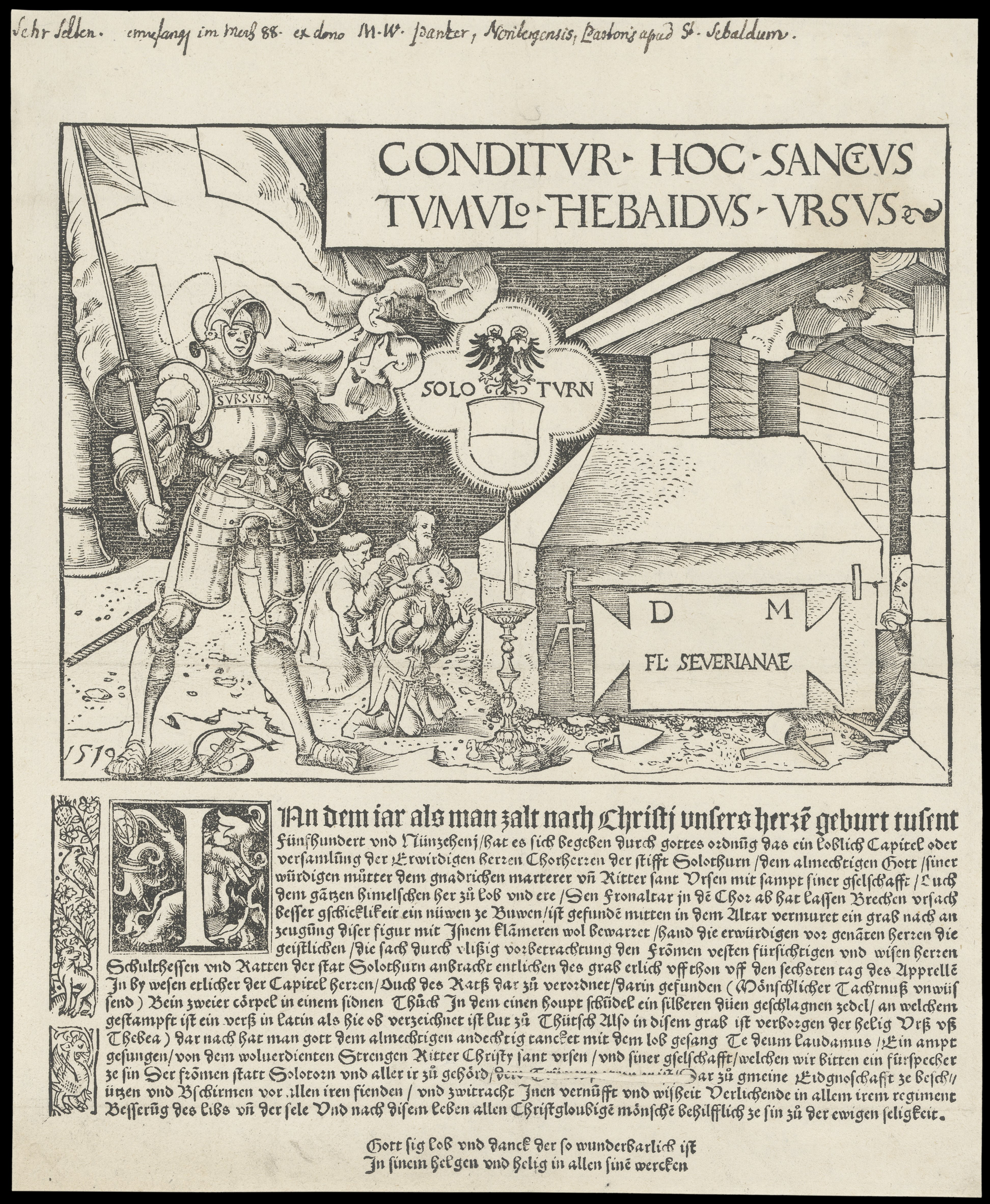
Einblattdruck, welcher über die Auffindung der Reliquien von Sankt Ursus beim Abbruch des Choraltars in der alten Stiftskirche St. Ursen in Solothurn am 6. April 1519 berichtet

Ursus († um 303 in Solothurn) war ein Märtyrer der legendären Thebaischen Legion und ist der Schutzpatron der Schweizer Stadt Solothurn.
Der Legende nach entkam er zusammen mit Victor von Solothurn und 66 weiteren christlichen Soldaten dem Massaker von Agaunum (heute St. Maurice im Wallis) und flüchtete ins Kastell Solothurn (Salodurum), wurde dort jedoch zusammen mit seinen Gefährten enthauptet. Ihm ist nicht nur die Solothurner St. Ursenkathedrale geweiht, auch das im Frühmittelalter gegründete geistliche Chorherrenstift trug seinen Namen, und auf ihn geht der beliebte Schweizer Männername Urs zurück. Der Ursus-Kult wurde in der Region Solothurn z. B. auch in der Gastronomie verwendet, etwa für ein Restaurant dieses Namens in Biberist, welches jedoch am 2. August 2008 niederbrannte, oder ein Hotel Urs und Viktor in Bettlach.
Eine Reihe von Orten ist nach ihm benannt: St. Ursen und mehrere französischsprachige Saint-Ours, ebenso Kirchen wie die St. Ursenkathedrale und das St. Ursenstift in Solothurn, Schweiz. Auch das Dampfboot St. Urs ist nach Ursus von Solothurn benannt.
Der St. Ursentag, der 30. September, ist in Solothurn ein städtischer Feiertag, der allerdings neben der Kirche nur noch von der öffentlichen Verwaltung und den Schulen eingehalten wird, die meisten Geschäfte sind normal geöffnet.